# Güneri Bey
Güneri Bey o Güneri Beg (? - 19 d'abril del 1300) fou emir o beg de la dinastia dels Karaman-oğhlu. Se suposa que era el fill de Karaman Beg (se sap que Karaman Beg tenia un fill de nom Güneri, si bé no s'ha pogut establir amb certesa que fos el mateix personatge) i germà de Mehmed Beg. A la mort d'aquest darrer el 1282 hauria agafat la direcció de la família.
La derrota dels il-kànides a la batalla de Homs l'any anterior (1281), seguida per la mort del kan Abaqa el 1282, van portar a disturbis a Anatòlia. Güneri va atacar diverses vegades la regió de Konya. El sultà Ghiyath al-Din Kaykhusraw III va cridar en ajut el nou kan Ahmad Tegüder que va enviar a Anatòlia el seu germà Konghurtay, al capdavant d'un fort exèrcit; Konghurtay va saquejar Aksaray de manera terrible i es va presentar a territori karamànida que va devastar incendiant els boscos, saquejant els pobles i destruint els béns, matant tothom que trobava, incloent dones i criatures, i els que no matava els capturava i els venia com esclaus.
Després de l'execució del sultà Ghiyath al-Din Kaykhusraw III per part dels mongols il-kànides el març de 1284, el nou sultà Ghiyath ad-Din Masud II fou col·locat pels mongols al tron (juny de 1284), però es va haver d'enfrontar a la mare de Kaykhusraw III que defensava els drets del seu net (fill del sultà executat), i va aprofitar una absència de Masud II (que residia sovint a Kayseri) i la situació interna dels mongols il-kànides, on a causa de la queixa dels mamelucs d'Egipte pels crims a Anatòlia com incompatibles amb la fraternitat musulmana, el kan Ahmad Tegüder que era musulmà, va destituir al seu germà (i el va fer executar el gener del 1285) i no trobant doncs oposició en aquests, va demanar ajut al ashràfida (ashraf oghullari) Sayf al-Din Sulayman Bey I, que havia estat nomenat vers 1278 per l'executat sultà seljúcida de Konya Kaykhusraw III (1265–1282) com a amir de les marques militars; Sulayman va donar suport a la vella princesa i va començar a atacar la regió de Konya i Ak Shehir. El 14 de maig de 1285 Sulayman fou nomenat beglerbegi i regent del príncep Ala al-Din Kai Kobad III al que corresponia la successió legitima mentre Masud romania a Kayseri però conservava el suport mongol encara que aquest no es manifestava. Güneri també va rebre el nomenament de beglerbegi i corregent.
Poc després el nou sultà il-kànida Arghun Khan (proclamat l'agost del 1284) va ordenar restaurar Masud II i va fer executar Kai Kobad III i al seu germà, restablint l'anterior sultà altra vegada al poder a Konya. Sulayman es va haver de retirar a Beyshehri (també apareix com Beysheri) i Güneri cap als seus dominis, i el 1287 va atacar Tars i va imposar la seva sobirania al seu germà Mahmud Beg que governava a part de l'Iç-Il (Iç-Ili). El mateix any el visir seljúcida Fakhr al-Din Ali i el sultà Masud II, seguint ordes del governador mongol Shahzade Gaykhatu (o Kaykhatu), germà del kan i futur kan, van atacar territori karamànida amb un exèrcit de turcs i mongols però Güneri va evitar l'enfrontament retirant-se a les muntanyes inaccessibles, i es van haver de limitar a saquejar Laranda i rodalia.
El 1288 Güneri Beg (i segurament el seu germà Mahmud Beg) i Sulayman Bey I l'ashràfida van anar a Konya i es van sotmetre a Masud. Sulayman llavors va servir fidelment Masud. Güneri amb una força important va visitar personalment el sultà el maig/juny de 1289 i li va abaixar la mà en senyal de submissió; també va enviar el seu germà (segurament Mahmud Beg) a visitar el governador mongol Shahzade Gaykhatu. Masud II considerava el seu germà Siyavush (Djamri) com un rival perillós i va planificar una manera de desfer-se'n: Siyavush fou enviat a la seu del govern de Sulayman Bey a la vila de Beyshehri, amb el suposat encàrrec de demanar la mà de la filla d'Ashraf; i tal com estava convingut, en arribar Sulayman va fer empresonar Siyavush. Però llavors va intervenir Güneri Bey, fins aleshores aliat de Siyavush, que va exigir el seu alliberament, i Sulayman el va haver de deixar anar i el va enviar a Konya.
Shahzade Gaykhatu va retornar a Pèrsia a la mort d'Arghun Khan (1291) i llavors Güneri va atacar Sulayman (amb el qual seguia en conflicte) a Beyshehri, ciutat que va ocupar però de la qual fou finalment rebutjat. També va atacar diverses vegades Konya aprofitant que el sultà Masud II vivia a Kayseri i el governador de Konya era una persona poc capacitada; en un d'aquests atacs dirigits pel seu nebot Khalil Bakhadur, la ciutat fou saquejada durant tres dies seguits.
Masud va reclamar l'ajut de Ghaykhatu que el 22 de juliol de 1291 havia estat elegit kan, i aquest va reunir un exèrcit de mongols i georgians i va anar a Anatòlia. Laranda, Ereğli i altres pobles foren arrasats de manera salvatge. Gaykhatu va arribar fins a Ladik (Deñizli) i fins al territori de l'amir o beg de Mentese que s'havia creat darrerament; va matar fins i tot als habitants de viles que li eren fidels i va retornar a Pèrsia amb un notable botí. Però Gaykhatu fou un molt mal kan que va arruïnar al país i el 1295 fou enderrocat pel seu cosí Baydu i els amirs, i fou executat (24 de març de 1295).
Els tres anys entre la sortida de Gaykhatu d'Anatòlia i la seva mort foren aprofitats per Güneri per refer-se. Després de la conquesta de la fortalesa de Gevele (prop de Konya) pels ashràfides el 1295, el rei Enric II de Xipre va desembarcar les seves tropes a Alaiyya però fou atacat per Mahmud Beg (el germà de Güneri) que el va obligar a reembarcar. Sota el nou kan Ghazan el poder il-kànida a Anatòlia es va anar esvaint. A Konya va agafar el poder l'akhi Ahmad Shah i per un temps els Akhis van tenir el control de la ciutat. El 1297 Baltu, un dels principals caps mongols a la zona, es va revoltar contra el kan i poc després el va seguir una altra vegada mongol, Sülemish (1299); els dos, i especialment el segon, van tenir l'aliança de Güneri; les tropes d'aquest formaven la quasi totalitat de les tropes turcmanes de Sülemish. Ghazan no va adoptar les mesures que calien.
A la seva mort el va succeir el seu germà Mahmud Beg.